# Маричалар, Хайме
Его Превосходительство Дон Хайме де Маричалар и Саэнс де Техада (исп. Excelentísimo Señor Don Jaime de Marichalar y Sáenz de Tejada; род. 7 апреля 1963 года, Памплона, Наварра, Испания) — бывший муж старшей дочери короля Испании Хуана Карлоса I Инфанты Елены. С 2007 года супруги прекратили совместное проживание. Oфициально брак расторгнут 21 января 2010 года. 
Младший брат путешественника Альваро Маричалара.

## Биография
Обучался в иезуитской коллегии в Бургосе, иезуитской коллегии Святого Станислава де Костка в Мадриде в школе Yago в Дублине (Ирландия). Изучал экономические науки в частной мадридской Высшей школе маркетинга (Escuela Superior de Estudios de Marketing, ESEM) по специальности «Предпринимательские науки и маркетинг». В 1986 году проходил практику в различных финансовых организациях Парижа. Спустя год работы в секторе мирового финансового рынка был назначен старшим советником управляющего директора «Crédit Suisse First Boston» в Мадриде. Являлся советником в Sociedad General Inmobiliaria и президентом Фонда Winterthur (занимается проектами в области культуры).
С 1995 года — член Севильского Королевского общества верховой езды (Real Maestranza de Caballería de Sevilla), аристократического клуба основанного в 1670 году. Член Национального олимпийского комитета Испании.

## Семья
18 марта 1995 года в Севильском кафедральном соборе сочетался браком с Её Королевским Высочеством Инфантой доньей Еленой.
У них двое детей:
1. Его Превосходительство дон Фелипе Хуан Фройлан де Тодос лос Сантос де Маричалар и де Бурбон, Гранд Испании (род. 17 июля 1998 года)
2. Её Превосходительство донья Виктория Федерика де Тодос лос Сантос де Маричалар и де Бурбон, Гранд Испании (род. 9 сентября 2000 года)

13 ноября 2007 года королевский двор объявил о раздельном проживании герцогов де Луго. Объявленный развод является первым в истории династии испанских Бурбонов, которые занимают испанский трон с начала XVIII века.

## Титулы

Герб Герцога де Луго с 1995 по 2010 год
Герб с 2010 года (после развода)

После свадьбы с дочерью короля получил на правах консорта титул Его Превосходительства Герцога де Луго. Однако, после развода, утратил этот титул. Являлся грандом Испании.

## Награды
- Кавалер Большого креста ордена «За заслуги перед Итальянской Республикой» (27 июня 1996 года, Италия)[7]